# Josef von Althann
Michael Joseph Graf von Althann, Freiherr auf der Goldburg zu Murstetten (* 13. Juni 1798 in Linz; † 5. August 1861 in Mittelwalde, Landkreis Habelschwerdt) war ein österreichisch-preußischer Gutsbesitzer und Politiker.

## Familie
Althann entstammte dem Uradelsgeschlecht Althann, das neben ausgedehntem Grundbesitz im Österreichischen Kaiserreich auch einige Güter in der Grafschaft Glatz (seit 1763 preußisch) besaß. Durch den Besitz des Majorats Mittelwalde hielt die Familie einen erblichen Sitz im Preußischen Herrenhaus. Auch im Österreichischen Herrenhaus hatten die Althann einen erblichen Sitz.
Josef von Althann war der älteste Sohn des Michael Maximilian Franz Graf von Althann (1769–1834) und der Maria Franziska Eleonore Gräfin von Thürheim (1774–1818). Das spätere Herrenhausmitglied Michael Karl und der k.k. Offizier Michael Ferdinand waren jüngere Brüder von ihm.
Josef von Althann heiratete 1830 Eleonore Gräfin von Hartig. Mit ihr hatte er zwei Kinder, ein Sohn starb vor seinem Vater. Erbe wurde sein jüngerer Bruder Michael Karl.

## Leben
Althann war Herr auf Mittelwalde, Schönfeld, Wölfelsdorf (Grafschaft Glatz, Schlesien), der Herrschaften Zwentendorf und Murstetten (Österreich) sowie Swojschitz, Grulich und Militschoves (Böhmen). Er war spanischer Grande erster Klasse. Im Erzherzogtum Österreich ob und nieder der Enns hatte er den zeremoniellen Rang eines Oberst-Erbland-Vorschneiders, Schildträgers und Kampfrichters.
Josef von Althann hatte 1847/1848 einen Sitz in der Herrenkurie des Ersten bzw. Zweiten Vereinigten Landtags. Von 1856 bis zu seinem Tode 1861 war er mit erblichem Recht Mitglied im Preußischen Herrenhaus. 1861 war er noch für kurze Zeit Mitglied des österreichischen Herrenhauses nach dessen Gründung 1861.

## Pflaumenbaum

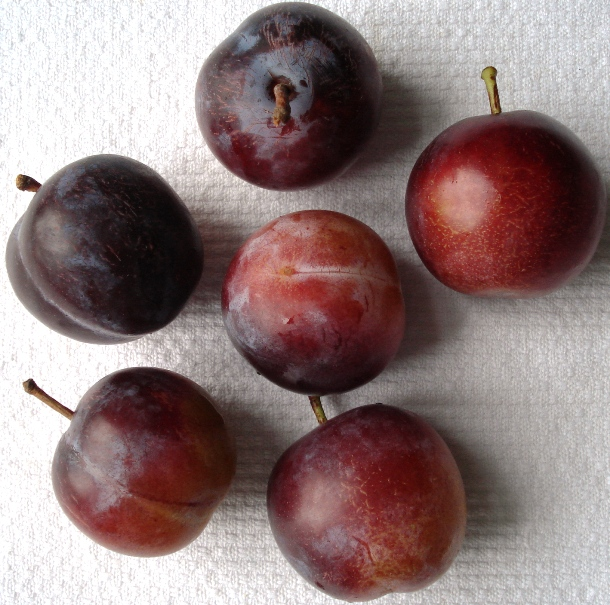
Früchte von 'Graf Althanns Reneklode'

Nach seinem Namen nannte der Gärtner J. Procházka die Sorte des Pflaumenbaumes 'Graf Althanns Reneklode', die in Swojschitz in den 1850er Jahren gezüchtet wurde.